# Maravejanes
Maravejanes (en gallego y oficialmente, Maravexás) es una aldea española situada en la parroquia de Boqueijón, del municipio de Boqueijón, en la provincia de La Coruña, Galicia.

## Demografía
| Gráfica de evolución demográfica de Maravexás entre 2000 y 2018 |
|                                                                 |
| Datos según el nomenclátor publicado por el INE.                |